# Bão Sarah (1977)
Bão Sarah (tên địa phương Philippines là bão nhiệt đới Elang, Việt Nam gọi là bão số 2 năm 1977) là một cơn bão mạnh tác động đến Trung Quốc và Việt Nam vào tháng 7 năm 1977. Hình thành từ một vùng áp thấp ngoài khơi phía Đông Philippines, Sarah nhanh chóng phát triển thành bão nhiệt đới, đổ bộ vào Philippines rồi đi vào biển Đông. Đến ngày 20 tháng 7, Sarah đã phát triển trở thành một cơn bão cuồng phong khi nó tiến đến phía Đông đảo Hải Nam của Trung Quốc và sau đó đạt cường độ cực đại.
Vào ngày 21 tháng 7 năm 1977, Sarah đi vào Vịnh Bắc Bộ, đến chiều cùng ngày đã đổ bộ vào thành phố Hải Phòng của Việt Nam. Sarah đã gây gió mạnh, mưa lớn và thiệt hại nghiêm trọng cho các tỉnh miền Bắc Việt Nam, trong đó ghi nhận 48 người chết và 228 người bị thương. Sarah vẫn được xem là một trong những cơn bão mạnh nhất từng đổ bộ vào Việt Nam từ trước đến nay.

## Lịch sử khí tượng
Nguồn gốc của Sarah xuất phát từ một vùng đối lưu cách khoảng 417km về phía Đông của Palau được Trung tâm Cảnh báo Bão Liên hợp Hải quân Hoa Kỳ phát hiện vào ngày 14 tháng 7, sau đó một ngày cơ quan ngày đã ban hành "Cảnh báo về sự hình thành xoáy thuận nhiệt đới" (TCFA) đối với vùng thấp này. Trong ngày 16, dữ liệu vệ tinh chỉ ra phần hoàn lưu phía tây đang chiếm ưu thế, sau đó đối lưu trong khu vực đã trở nên tập trung, xoắn hơn vào trung tâm và cơ quan này đã phát cảnh báo đầu tiên về áp thấp nhiệt đới, tối cùng này đã trở thành bão và được cấp tên quốc tế "Sarah". Cùng ngày Philippines đã ghi nhận xoáy thuận đi vào Khu vực Trách nhiệm của Philippines (PAR) và cấp tên Elang. Sau đó, Sarah đã đổ bộ vào Philippines, và không thể tăng cường thêm do không gặp nhiều điều kiện thuận lợi.
Sáng ngày 18 tháng 7, Sarah đi vào biển Đông và bắt đầu quá trình gia tăng cường độ. Ngày 19 tháng 7, áp cao cận nhiệt đới ở phía Bắc cơn bão rút đi, Sarah ngay lập tức dịch chuyển về hướng Tây Bắc, cường độ mạnh lên 75 kn (139 km/h). Ghi nhận của Cục Khí tượng Trung Quốc (CMA) cũng đã cho thấy bão mạnh lên 68 kn (126 km/h). Vào tối ngày 20 tháng 7, Sarah đã đổ bộ vào đảo Hải Nam, Trung Quốc. Sau đó, áp cao cận nhiệt đới bắt đầu lấn Tây, bão Sarah đã giảm tốc độ di chuyển còn 15km/h cũng như lệch Tây dần, đi qua phía Bắc đảo Hải Nam và một trạm thời tiết ở tọa độ 19,5oB và 109,6oĐ nằm ở Đam Châu trên đảo đã ghi nhận khí áp 969,5hPa. Theo CMA, khí áp thấp nhất ghi nhận đối với Sarah là 957hPa vào tối 20 tháng 7.
Ngày 21 tháng 7, Sarah đi vào Vịnh Bắc Bộ. Diễn biến của bão trên Vịnh Bắc Bộ không có nhiều thông tin, ngoại trừ việc các cơ quan ghi nhận bão tăng tốc lên khoảng 25km/h và sức gió khi mới vào vịnh ước tính là 65 kn (120 km/h) theo JTWC và 58 kn (107 km/h) theo CMA. Chiều ngày 21 tháng 7, Sarah đã đổ bộ vào thành phố Hải Phòng với vùng tâm được cho là đi qua Đài khí tượng Phù Liễn, chấm dứt chuỗi 624 ngày không có bão đổ bộ vào Việt Nam. Sau đó, Sarah đi sâu vào vùng Đồng bằng sông Hồng, JTWC phát cảnh báo cuối cùng vào tối cùng ngày khi nó đang ở phía tây bắc của Hà Nội. Tàn dư của Sarah đi sâu vào vùng Thượng Lào và phía Bắc Myanmar rồi tan dần ngày hôm sau.

## Tác động và đánh giá

### Việt Nam
Sarah đã đổ bộ vào Hải Phòng với sức gió được cho là ở cấp 12, cấp 13 cùng bán kính lớn lên đến 200km. Vào thời điểm Sarah đổ bộ ngày 21 tháng 7 năm 1977, đài khí tượng Phù Liễn ở Hải Phòng ghi nhận sức gió giật tới 51–52m/s (cấp 16) bằng máy gió Munro, một loại máy gió tự ghi có xuất xứ từ Anh và khí áp thấp nhất (giá trị tuyệt đối) ghi nhận được tại trạm xuống đến 950,6hPa, tuy nhiên giá trị này đo được ở độ cao 113m nên khi quy về mực nước biển thì giá trị áp ở khoảng 963,4hPa. Khi đổ bộ, Sarah cũng đã gây ra mưa vừa và mưa to tại miền Bắc Việt Nam, với tổng lượng mưa ở thời điểm bão vào và sau khi bão vào ước tính khoảng 100mm, riêng tại Nam Định tổng lương mưa 176,9mm (thực đo khi bão vào là 124,9mm và sau bão là 52,0mm).
Sarah vẫn được cho là một trong những cơn bão mạnh nhất đổ bộ vào Hải Phòng, Hải Dương. Theo JTWC, Đài phát thanh Hà Nội không công bố thiệt hại. Nhưng theo các tài liệu tại Việt Nam, tại Hải Phòng, Sarah đã làm 48 người chết, 228 người bị thương, 48.000 ha ruộng ngập úng và 160.000m3 đê kè bị sạt trôi. Tính chung, tại Việt Nam, Sarah làm 101 người chết, 390 người bị thương, 9 người mất tích, 32.192 nhà đổ, 130.384 nhà hư hỏng, 302 trường học và 1965 bệnh viện bị đổ, 259 thuyền đắm, 4253 cột điện bị gãy đổ.

### Trung Quốc
Mưa lớn và lũ lụt đã được ghi nhận tại huyện Bạch Sa (tỉnh Hải Nam) do ảnh hưởng của bão. Trạm quan trắc tại huyện lỵ của huyện Bạch Sa ghi nhận lượng mưa ngày 490,3mm và tổng lượng mưa do bão đạt 591mm, lượng mưa ngày tại các trấn và hương như Đả An, Tế Thuỷ, Nguyên Môn của huyện này đạt trên 600mm. Tốc độ dòng chảy tại trạm thuỷ văn Nha Xoa là 6m/s. Tổng cộng có 60 người tử vong do thiên tai lũ lụt tại huyện Bạch Sa.